# First National
La First National Exhibitors' Circuit, poi Associated First National, ma generalmente conosciuta semplicemente come First National, è stata una società di produzione, distribuzione e proiezione cinematografica statunitense, fondata nel 1917 su iniziativa di Thomas L. Tally, proprietario dell'Electric Theater di Los Angeles.
Nata dalla fusione di ventisei delle maggiori catene cinematografiche degli Stati Uniti, con l'obiettivo di contrastare la posizione dominante della Paramount (frutto dell'aggressiva politica di costruzione, acquisto e controllo delle sale da parte della Famous Players – Lasky Corporation di Adolph Zukor e Jesse Lasky), nel giro di breve tempo passò da un numero iniziale di circa 100 sale in una trentina di grandi città ad oltre 600, fra cui più di 200 di prima visione.
Forte di questi numeri per coprire le fasi di distribuzione e proiezione, ma priva di propri studi di produzione, la First National inizialmente si limitò a finanziare le produzioni di personalità importanti quali Louis B. Mayer, D.W. Griffith Joseph Schenck, King Vidor, che potevano quindi lavorare presso i propri studi, in piena indipendenza. Solo nel 1923 venne costruito uno studio, a Burbank, e fu avviata una produzione propria.
Fra 1917 e 1918 riuscì a stringere contratti con star di prima grandezza dell'epoca, Charlie Chaplin e Mary Pickford, grazie a offerte economiche particolarmente ricche (oltre un milione di dollari l'anno e divisione equa dei profitti per il primo, 250 000 dollari per tre film per la seconda, fino ad allora volto femminile della Paramount).
Non furono però collaborazioni di lunga durata. Nel 1919, in seguito ad un tentativo della Paramount di acquisire la First National, Chaplin e la Pickford, insieme a D.W. Griffith e Douglas Fairbanks, decisero di fondare un proprio studio indipendente,  la United Artists. La First National riuscì a respingere l'aggressivo attacco della compagnia rivale, ma perse le proprie star.
Negli anni successivi i nomi più importanti furono Colleen Moore (Giovinezza ardente, diretto da John F. Dillon, 1923), Norma Talmadge (Secrets, regia di Frank Borzage, 1924), Richard Barthelmess (The Enchanted Cottage, regia di John S. Robertson, 1924).
Nel 1926 Adolph Zukor acquisì una componente vitale della First National, la catena di teatri Balaban e Katz e, nel 1928, la Warner Bros. acquisì la Stanley Corporation, un circuito della costa orientale, prendendo il controllo della First National, che di fatto cessò di esistere quale entità indipendente, benché per molti anni ancora il suo nome continuasse ad apparire nei titoli di testa dei film Warner, nella dicitura "A Warner Bros. - First National Picture".
Nel 2002 infine la Warner Bros. ha ceduto i diritti del nome a Ryan Kugler della Distribution Video & Audio (DV&A), che con il nome First National Pictures distribuisce film per famiglie.

## Galleria d'immagini

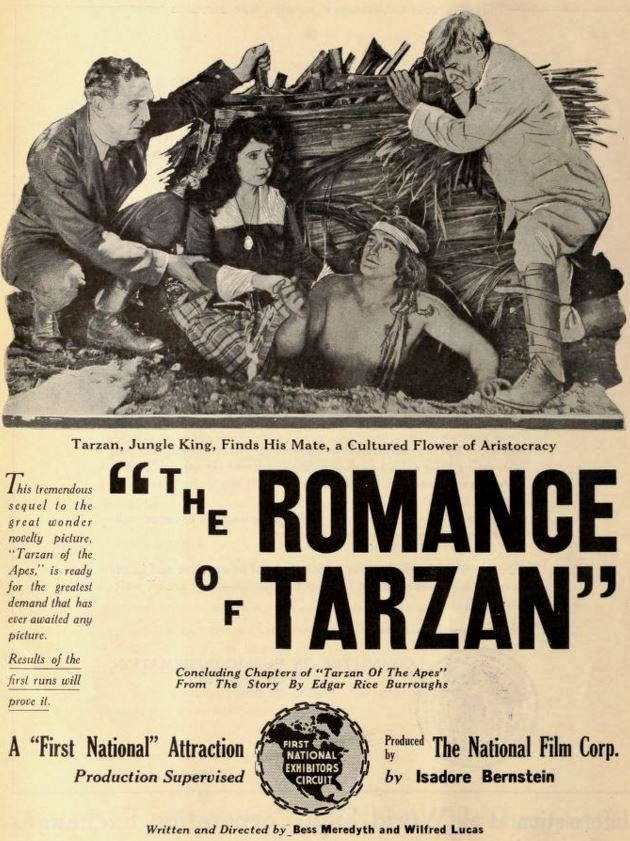
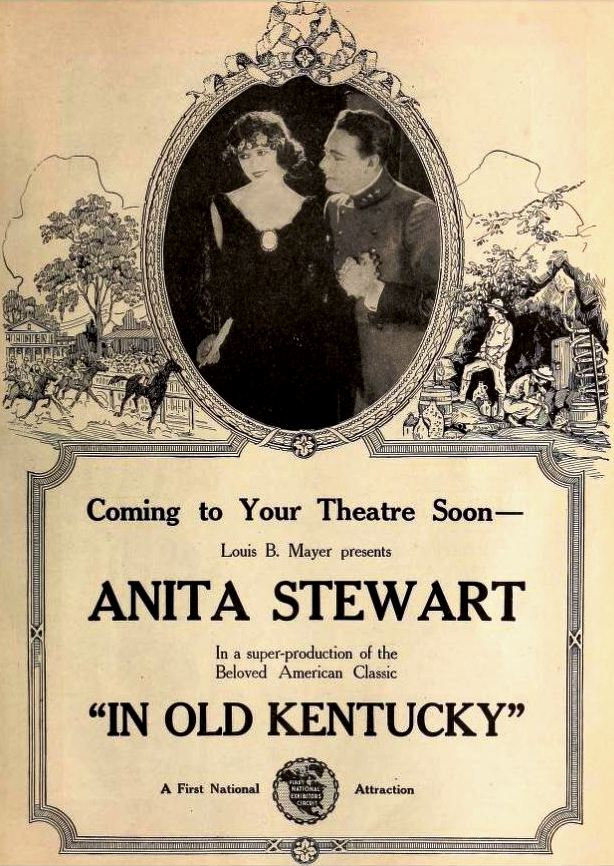
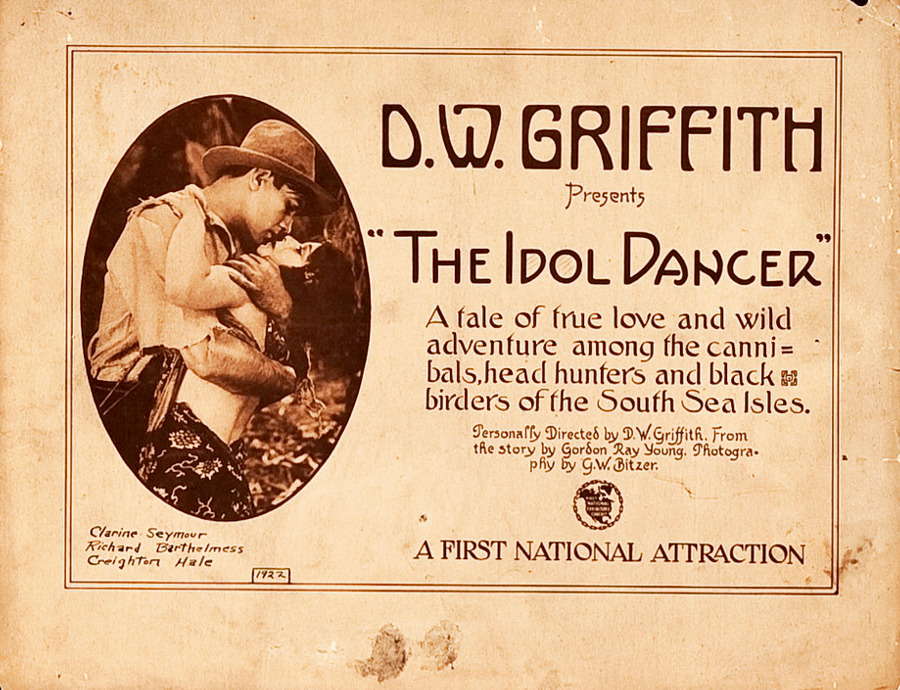
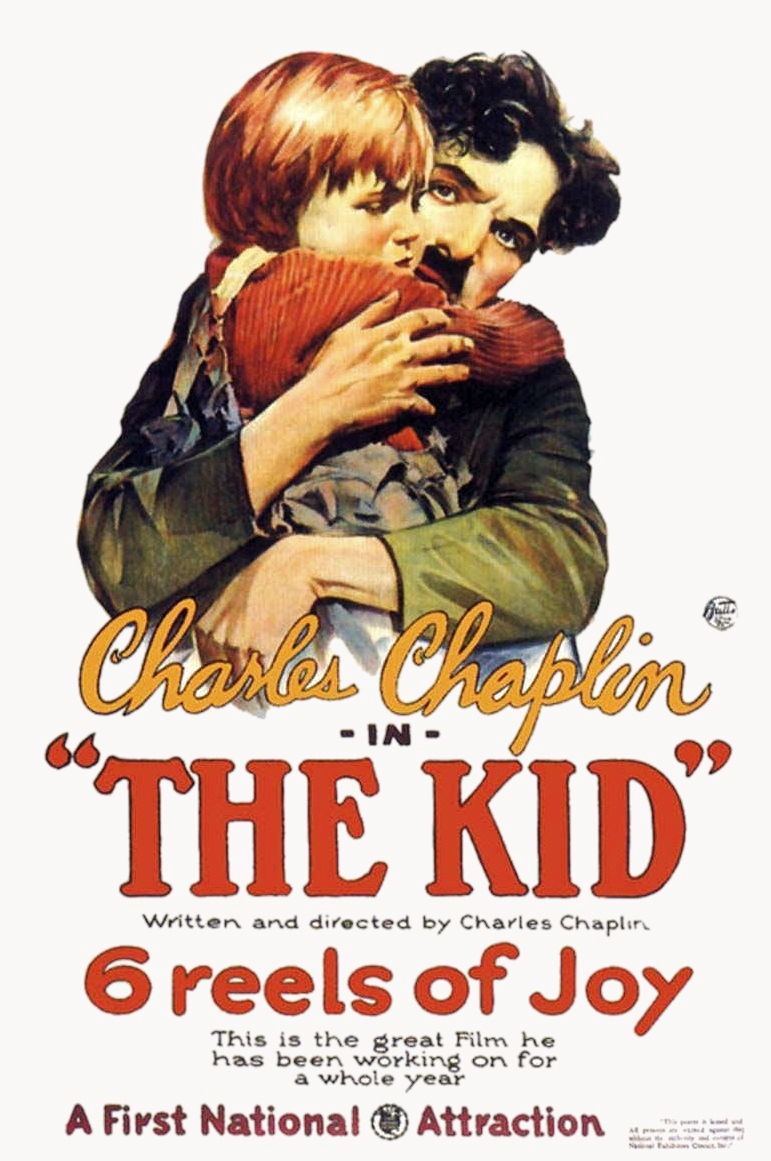
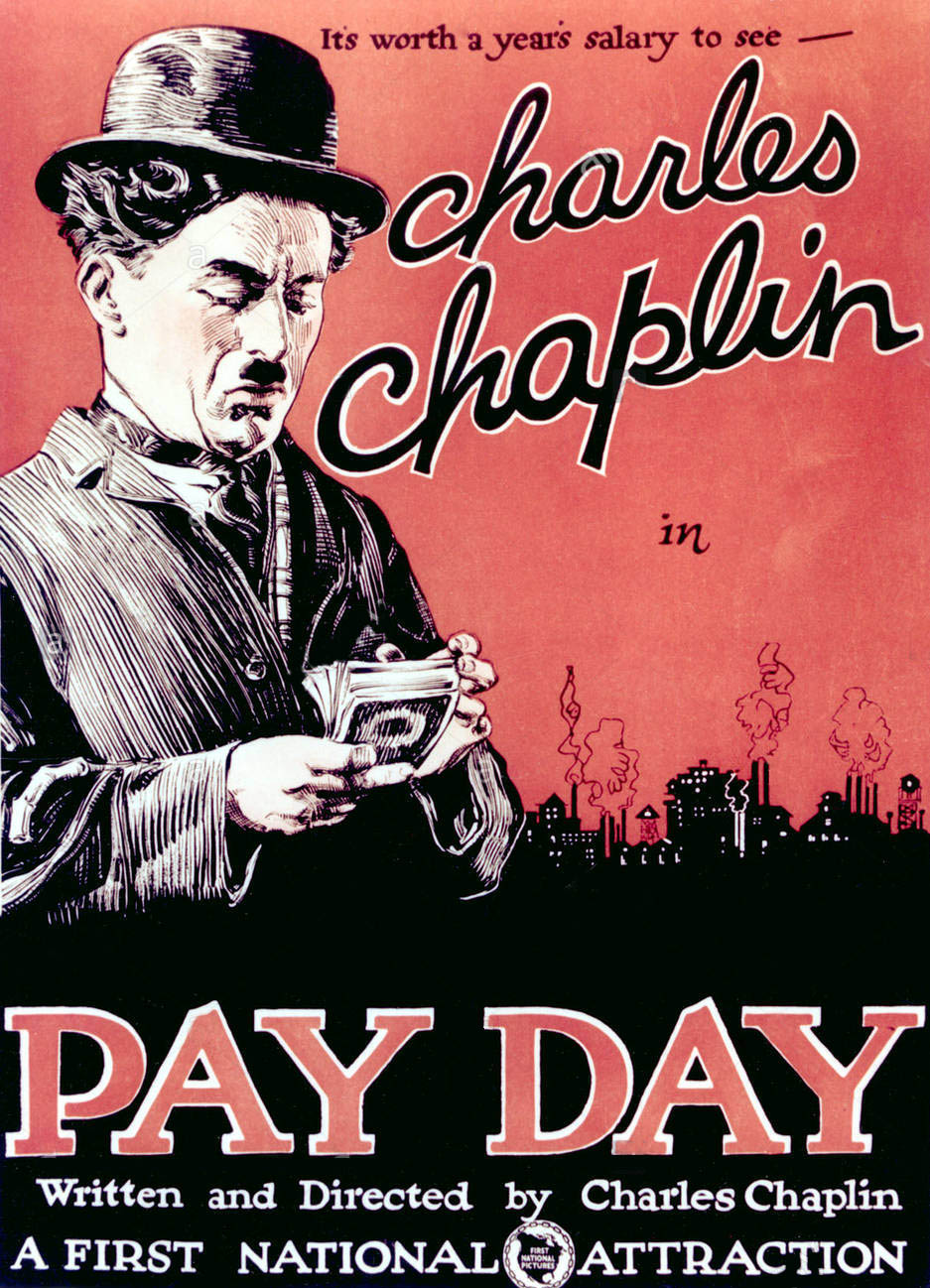
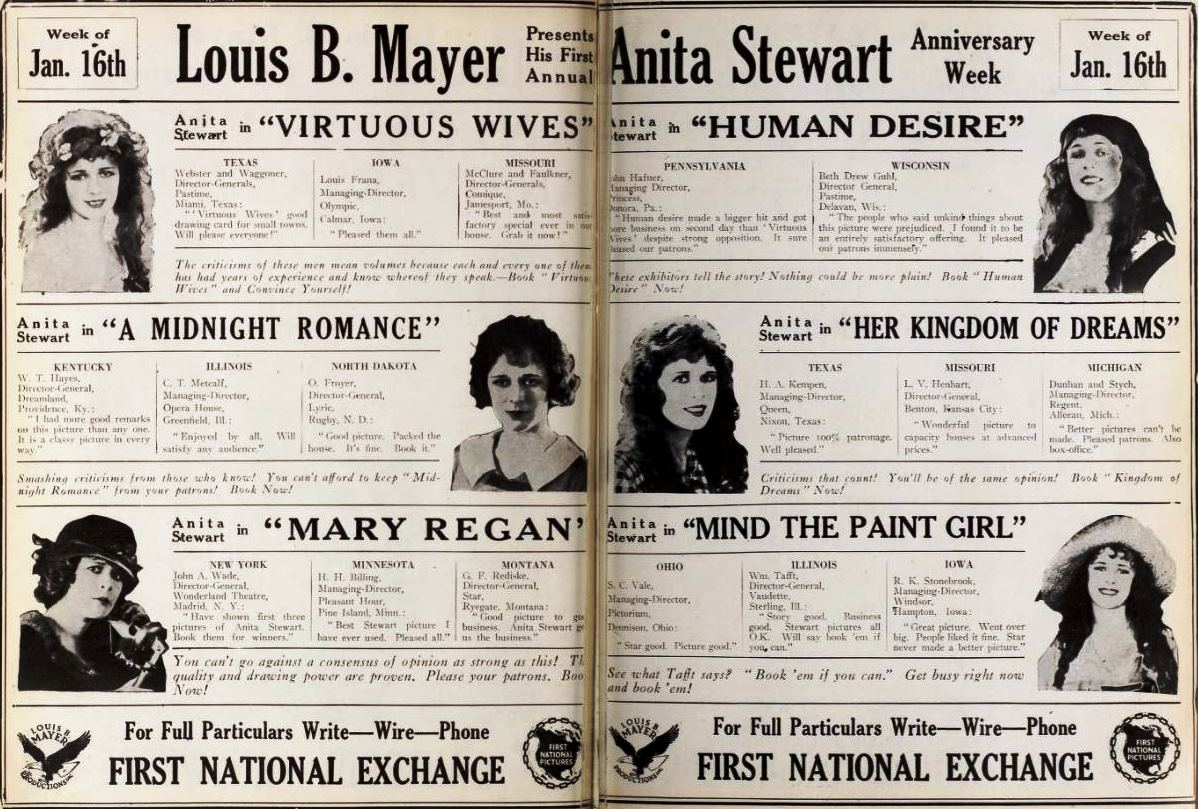
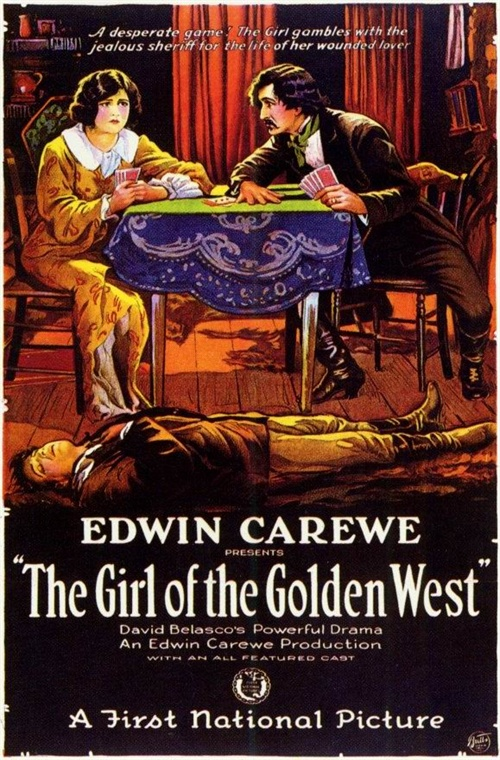
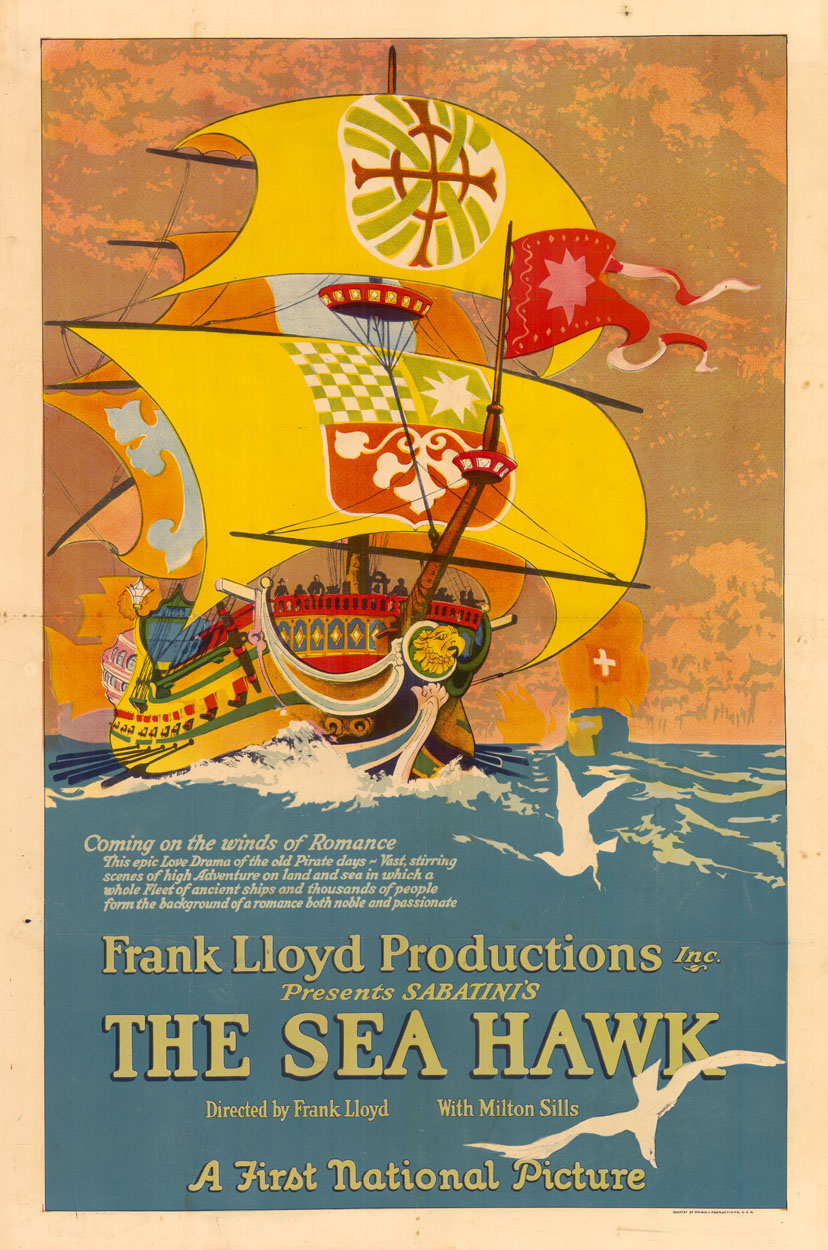
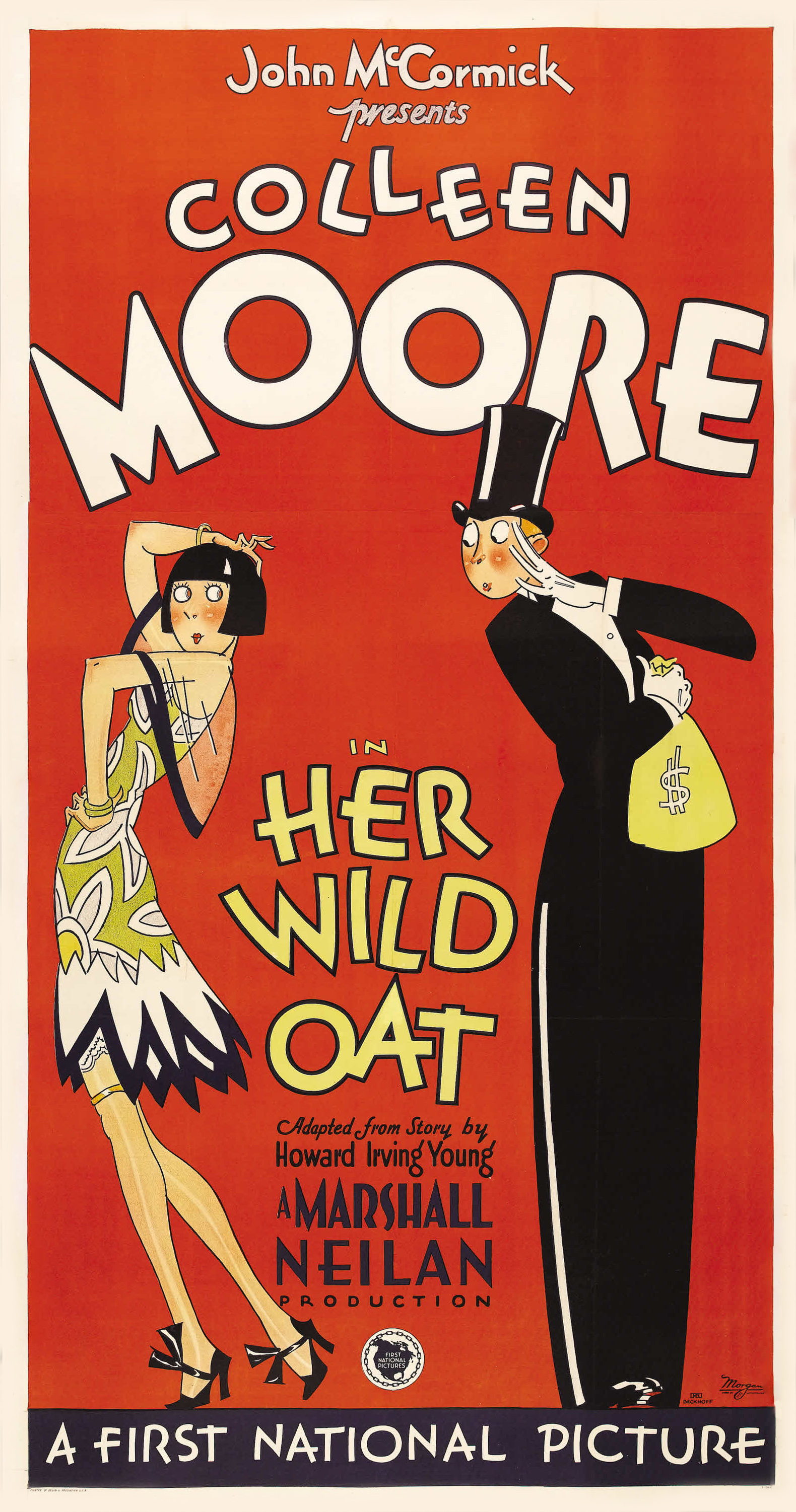
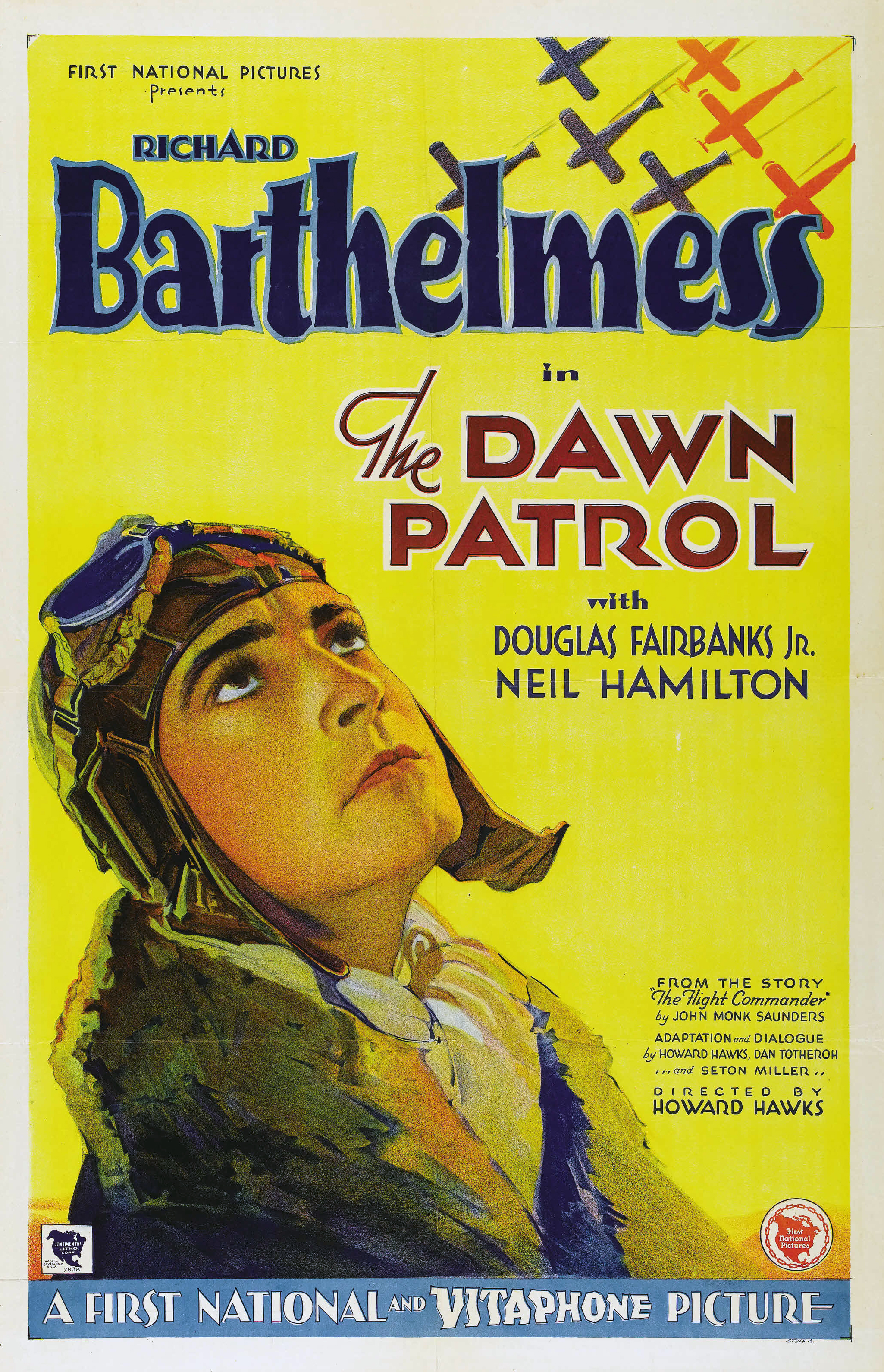